# Jacob Smith (Eishockeyspieler)
Jacob Wesley „Jake“ Smith (* 1. Mai 1995 in Oakville, Ontario) ist ein italo-kanadischer Eishockeytorwart, der seit 2024 bei Esbjerg Energy in der dänischen Metal Ligaen unter Vertrag steht.

## Karriere
Jake Smith begann seine Jugendkarriere in seiner Geburtsstadt bei den Oakville Rangers in einer unterklassigen Juniorenliga in der kanadischen Provinz Ontario. Bei der OHL Priority Selection 2011 wurde er in der neunten Runde an insgesamt 169. Position von den Brampton Battalion aus der Top-Juniorenliga Ontario Hockey League ausgewählt. Die Spielzeit 2011/12 verbrachte er aber im Trikot der Orangeville Flyers mit Spielbetrieb in der Ontario Junior Hockey League. Anschließend schloss sich der Italo-Kanadier den Brampton Battalion an, bei denen er zunächst als Ersatztorhüter fungierte. Nach der Umsiedlung des Teams zur Saison 2013/14, welches fortan unter dem Namen North Bay Battalion firmierte, etablierte sich Smith als Stammspieler. Der größte Erfolg mit dem Team stellte 2013/14 das Erreichen des OHL-Finals dar, in dem die Mannschaft jedoch den Guelph Storm unterlag.
Im Sommer 2016 unterschrieb Smith, der als Backup-Torhüter eingeplant war, einen Einjahresvertrag beim HC Bozen mit Spielbetrieb in der Erste Bank Eishockey Liga. In der Saison 2017/18 gewann er mit den Südtirolern die EBEL-Meisterschaft. Auch die Saison 2018/19 bestritt Smith mit Bozen. Am 7. Juni 2019 wurde bekannt gegeben, dass Smith zum HC Gherdëina in die Alps Hockey League wechselt. Nach zwei Saisons im Dress der Ladiner wechselte Smith zu Ritten Sport, verließ den Verein jedoch zur Spielzeit 2022/23, als er einen Einjahresvertrag beim HC Pustertal unterschrieb und somit in seine vierte Saison in der ICE Hockey League ging.
2024 verließ er den HCP und wechselte in die dänische Metal Ligaen zu Esbjerg Energy.

### International
Im Verlauf der Spielzeit 2017/18 stand Smith erstmals für die italienische Nationalmannschaft im Einsatz. Insgesamt absolvierte er bis 2024 acht Partien für Italien.

## Erfolge und Auszeichnungen
- 2018 EBEL-Sieger mit dem HC Bozen

## Karrierestatistik
Stand: Saisonende 2018/19
(Legende zur Torhüterstatistik: GP oder Sp = Spiele insgesamt; W oder S = Siege; L oder N = Niederlagen; T oder U oder OT = Unentschieden oder Overtime- bzw. Shootout-Niederlage; Min. = Minuten; SOG oder SaT = Schüsse aufs Tor; GA oder GT = Gegentore; SO = Shutouts; GAA oder GTS = Gegentorschnitt; Sv% oder SVS% = Fangquote; EN = Empty Net Goal; 1 Play-downs/Relegation; Kursiv: Statistik nicht vollständig)